# Damernas 48 kg i tyngdlyftning vid olympiska sommarspelen 2012
Damernas tyngdlyftning i 48-kilosklassen vid olympiska sommarspelen 2012 hölls den allra första tävlingsdagen efter invigningen i London, Storbritannien, i ExCeL London den 28 juli.

## Medaljörer
| Event | Guld               | Silver              | Brons                    |
| 48 kg | Wang Mingjuan Kina | Hiromi Miyake Japan | Ryang Chun-Hwa Nordkorea |

## Tävlingsformat
Varje tyngdlyftare får tre försök i ryck och stöt. Deras bästa lyft i de båda kombineras till ett totalt resultat. Om någon tävlande misslyckas att få ett godkänt lyft, så blir de utslagna. 
Ifall två tyngdlyftare hamnar på samma resultat, är idrottaren med lägre kroppsvikt vinnare. Om två tävlande hamnar på samma resultat och har samma kroppsvikt, så är vinnaren den som först tog totalvikten..

## Tävlingsschema
Alla tider är brittisk tid, (UTC+1)
| Datum                  | Tid   | Omgång |
| ---------------------- | ----- | ------ |
| Saturday, 28 July 2012 | 15:30 | Final  |

## Rekord
Innan tävlingen var följande rekord gällande.
| Världsrekord     | Ryck   | Yang Lian (CHN)     | 98 kg  | Santo Domingo, Dominikanska Republiken | 1 oktober 2006    |
| Världsrekord     | Stöt   | Nurcan Taylan (TUR) | 121 kg | Antalya, Turkiet                       | 17 september 2010 |
| Världsrekord     | Totalt | Yang Lian (CHN)     | 217 kg | Santo Domingo, Dominikanska Republiken | 1 oktober 2006    |
| Olympiskt rekord | Ryck   | Nurcan Taylan (TUR) | 97 kg  | Aten, Grekland                         | 14 augusti 2004   |
| Olympiskt rekord | Stöt   | Chen Xiexia (CHN)   | 117 kg | Peking, Kina                           | 9 augusti 2008    |
| Olympiskt rekord | Totalt | Chen Xiexia (CHN)   | 212 kg | Peking, Kina                           | 9 augusti 2008    |

## Resultat
| Placering | Idrottare                       | Grupp | Kroppsvikt | Ryck (kg) | Ryck (kg) | Ryck (kg) | Ryck (kg) | Stöt (kg) | Stöt (kg) | Stöt (kg) | Stöt (kg) | Totalt |
| Placering | Idrottare                       | Grupp | Kroppsvikt | 1         | 2         | 3         | Resultat  | 1         | 2         | 3         | Resultat  | Totalt |
| --------- | ------------------------------- | ----- | ---------- | --------- | --------- | --------- | --------- | --------- | --------- | --------- | --------- | ------ |
| 1         | Wang Mingjuan (CHN)             | A     | 48         | 88        | 88        | 91        | 91        | 110       | 114       | 116       | 114       | 205    |
| 2         | Hiromi Miyake (JPN)             | A     | 48         | 83        | 85        | 87        | 87        | 108       | 110       | 113       | 110       | 197    |
| 3         | Ryang Chun-Hwa (PRK)            | A     | 47.52      | 80        | 83        | 84        | 80        | 108       | 109       | 112       | 112       | 192    |
| 4         | Sirivimon Pramongkhol (THA)     | A     | 47.23      | 78        | 80        | 82        | 82        | 106       | 108       | 109       | 109       | 191    |
| 5         | Nurdan Karagöz (TUR)            | A     | 47         | 80        | 83        | 84        | 83        | 104       | 107       | 107       | 104       | 187    |
| 6         | Honami Mizuochi (JPN)           | A     | 48         | 76        | 78        | 80        | 80        | 92        | 94        | 96        | 96        | 176    |
| 7         | Ngangbam Soniya Chanu (IND)     | A     | 48         | 72        | 74        | 75        | 74        | 93        | 97        | 97        | 97        | 171    |
| 8         | Betsi Rivas (VEN)               | A     | 47         | 68        | 70        | 70        | 70        | 92        | 96        | 98        | 98        | 168    |
| 9         | Beatriz Pirón (DOM)             | A     | 48         | 72        | 75        | 77        | 77        | 87        | 90        | 92        | 90        | 167    |
| 10        | Mélanie Bardis (FRA)            | A     | 48         | 70        | 73        | 75        | 73        | 88        | 91        | 93        | 93        | 166    |
| 11        | Lely Burgos (PUR)               | A     | 48         | 65        | 70        | 70        | 65        | 87        | 92        | 92        | 92        | 157    |
| 12        | Nathalia Rakotondramanana (MAD) | A     | 48         | 55        | 55        | 60        | 55        | 75        | 80        | 82        | 80        | 135    |
| –         | Marina Sisoeva (UZB)            | A     | 48         | 79        | 79        | 80        |           |           |           |           |           | DNF    |
| –         | Panida Khamsri (THA)            | A     | 47         | 81        | 81        | 81        |           |           |           |           |           | DNF    |